# Міновалова Ніна Федорівна
Ніна Федорівна Міновалова (26 лютого 1936, місто Москва, тепер Російська Федерація) — радянська діячка, новатор виробництва, ткаля Московського шовкового комбінату імені Рози Люксембург «Красная Роза». Член Центральної Ревізійної комісії КПРС у 1981—1986 роках. Герой Соціалістичної Праці (2.07.1984).

## Життєпис
У 1953 році закінчила школу фабрично-заводського навчання в Москві.
З 1953 року — ткаля Московського шовкового комбінату імені Рози Люксембург «Красная Роза». Одночасно обслуговувала більше 90 ткацьких верстатів, що в 2,5 рази перевищувало галузеву норму.
У 1960 році закінчила сім класів школи робітничої молоді міста Москви.
Член КПРС з 1968 року.
Указом Президії Верховної Ради СРСР від 2 липня 1984 року за досягнення визначних успіхів у підвищенні продуктивності праці, дострокове виконання планових завдань одинадцятої п'ятирічки і прийнятих соціалістичних зобов'язань, великий творчий внесок у виробництво товарів народного споживання і поліпшення їх якості Міноваловій Ніні Федорівні присвоєно звання Героя Соціалістичної Праці з врученням ордена Леніна і золотої медалі «Серп і Молот».
Потім — на пенсії в місті Москві.

## Нагороди і звання
- Герой Соціалістичної Праці (2.07.1984)
- два ордени Леніна (5.04.1971; 2.07.1984)
- медалі
- Державна премія СРСР (1982)